# Paatinjärvi (sjö i Pudasjärvi, Norra Österbotten)
Paatinjärvi är en sjö i Finland. Den ligger i kommunen Pudasjärvi i landskapet Norra Österbotten, i den centrala delen av landet, 600 km norr om huvudstaden Helsingfors. Paatinjärvi ligger 113,8 meter över havet. Arean är 1,12 kvadratkilometer och strandlinjen är 6,32 kilometer lång. Sjön  ingår i Ijo älvs huvudavrinningsområde. 